# Dublin Area Rapid Transit

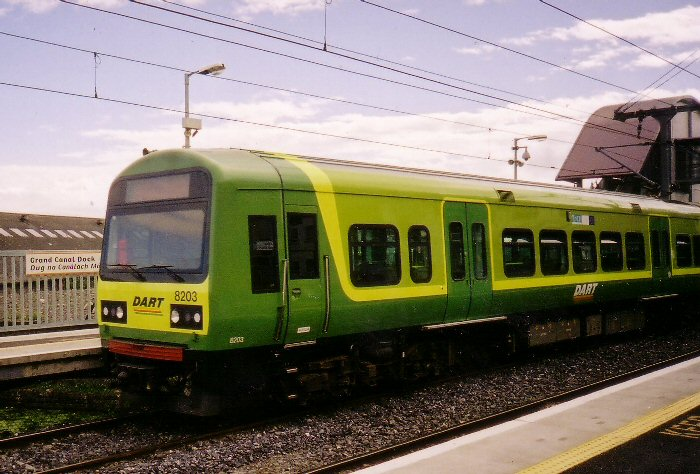
DART-treinstel

Dublin Area Rapid Transit (DART) is een voorstadsspoorweg van de regio Dublin in Ierland, vergelijkbaar met RER en S-Bahn. De dienst loopt van Greystones (in het zuiden) naar Howth en Malahide (in het noorden). Het spoor loopt voornamelijk langs Dublin Bay. De eigenaar is de nationale spoorwegmaatschappij Iarnród Éireann, die de lijn ook gebruikt voor doorgaande treinen en forensendiensten. De DART is in 1984 in gebruik genomen maar de route van het stadscentrum naar Dún Laoghaire maakt gebruik van een van de eerste spoorwegverbindingen in het land (in gebruik genomen in 1834). De DART is de enige geëlektrificeerde spoorlijn van Ierland.
Op de lijn zijn een aantal andere stadsspoorwegen aangesloten, die voor het gemak vaak ook DART genoemd worden. In de toekomstplannen van de Ierse overheid, Transport21, zijn plannen ontwikkeld om het netwerk uit te breiden, onder andere met een deels ondergrondse verbinding tussen de bestaande kustlijn via St. Stephen's Green naar Heuston Station.
Voor toeristen is het traject tussen Dalkey en Killiney aantrekkelijk gezien de insnijding in de heuvels. Hier heeft men uitzicht op Dublin Bay. Opvallend is dat de lijn tussen Shankill en Bray dwars door een golfbaan loopt.
De DART heeft breedspoor, de spoorwijdte is 1600 mm, de standaard in Ierland.
De bovenleiding is geëlektrificeerd met 1500 V gelijkspanning.

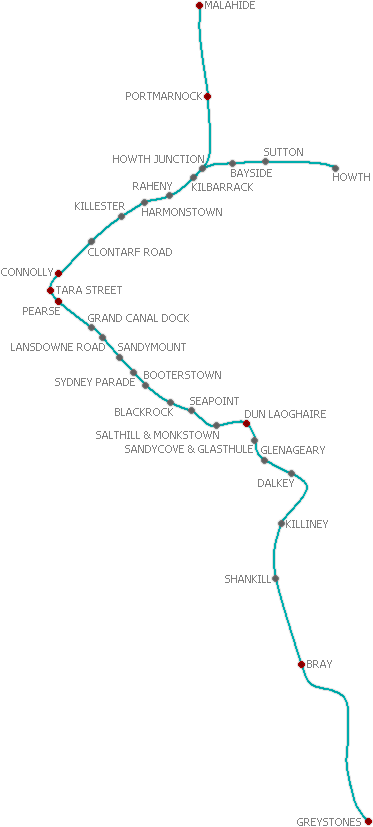
Het DART netwerk

## Stations
Ten noorden van Howth Junction
Malahide, Portmarnock
Ten oosten van Howth Junction
Howth, Sutton, Bayside
Ten zuiden van Howth Junction
Howth Junction, Kilbarrack, Raheny, Harmonstown, Killester, Clontarf Road, Connoly Station
Ten zuiden van de Liffey
Tara Street, Pearse, Grand Canal Dock, Landsdowne Road, Sandymount, Sydney Parade, Booterstown, Blackrock, Seapoint, Salthill & Monkstown, Dún Laoghaire, Sandycove & Glasthule, Glenageary, Dalkey, Killiney, Shankill, Bray, Greystones

## Infrastructuur

### Rollend materieel
De DART heeft verschillende typen elektrisch aangedreven treinstellen in gebruik:
| Klasse      | Foto | Max. snelheid | Max. snelheid | Aantal | In dienst sinds |
| Klasse      | Foto | km/h          | m/h           | Aantal | In dienst sinds |
| ----------- | ---- | ------------- | ------------- | ------ | --------------- |
| 8100 klasse |      | 100           | 62            | 38     | 1984            |
| 8200 klasse |      | 100           | 62            | 5      | 1999            |
| 8500 klasse |      | 110           | 68            | 4      | 2000            |
| 8510 klasse |      | 110           | 68            | 3      | 2002            |
| 8520 klasse |      | 110           | 68            | 10     | 2004            |

DART-treinen worden bemand door één persoon: de machinist. Er is geen conducteur aan boord. Op de grotere stations en de stations die geen recht perron hebben (zodat de machinist niet langs de hele trein kan kijken) is er vaak wel een perronchef aanwezig die de machinist een vertreksein geeft om aan te geven dat iedereen aan boord is en de deuren gesloten zijn.
Kaartcontrole wordt gedaan via tourniquetten bij zowel het instappen als het uitstappen. Alle stations zijn in principe bemand en op de grotere stations in het centrum staan toezichthouders bij deze toegangspoortjes.

### Lijnen
De DART-spoorlijn volgt globaal de kustlijn van Dublin Bay: hij begint in het zuidoosten bij Greystones via Bray naar het stadscentrum. Na Tara Street Station steekt de DART de rivier de Liffey over via de Loopline Brug uit 1891, komt de trein aan op het drukke station Dublin Connolly en loopt vervolgens verder tot aan Howth Junction. Hier splitst het spoor: sommige DART-treinen naar het schiereiland Howth en de andere treinen rijden door naar Malahide.
De DART heeft niet het exclusieve gebruik van het spoor: andere treinen maken ook gebruik van dezelfde rails. De DART is wel de enige gebruiker van de bovenleiding: alle andere treinen zijn dieseltreinen. In zuidelijke richting lopen DART-treinen tot Bray maar een aantal DART-lijnen gaan nog door tot de volgende halte Greystones. Na Bray is het enkelspoor en een groot deel van het traject loopt door tunnels in de rotsen. Vanaf Greystones rijden alleen forensentreinen naar Arklow en Gory en vervolgens loopt het spoor helemaal door tot Rosslare waar je een aansluiting op een ferry naar het Verenigd Koninkrijk en Frankrijk met intercitytreinen (het traject heet dan ook het Dublin-Rosslare spoor). Het hele traject na Bray is enkelspoor en treinen passeren elkaar op stations die meestal twee sporen hebben.
Vanuit de verkeersleiding die op Connolly Station is gevestigd wordt de gehele treinenloop in en rond Dublin bewaakt en aangestuurd. Vanuit deze suburban Traffic Control Centre worden ook de elektronische route-informatieborden op de stations aangestuurd en de mededelingen via de omroep-installatie verzonden. In geval van vertragingen worden deze meldingen volautomatisch gegenereerd en individueel voor elk station aangepast.
De treindienstleiding is grotendeels geautomatiseerd en al het treinverkeer in de verre omgeving van Dublin wordt met vier man uitgevoerd. In het TCC werken twee personen die verantwoordelijk zijn voor de seinen en wissels, waarvan er eentje verantwoordelijk is voor de overwegen. Verder is er een technicus voor de stroomvoorziening en daarboven staat de algemene supervisor.
Naast deze centrale TCC zijn er ook nog lokale verkeersleidingscentra langs de route, maar deze zijn normaliter niet in gebruik. Alleen in geval van calamiteiten kan men uitwijken naar lokale bediening.

## Dart Underground
In het toekomstplan Transport21 wordt behalve over de uitbreidingen van de Luas en de aanleg van twee metrolijnen ook gesproken over de uitbreiding van het DART-netwerk. Het belangrijkste onderdeel hiervan is de DART Underground of Interconnector: een 7,5 kilometer lange tunnel onder het centrum van Dublin. De Dart Underground zou dan de treinstations ten noorden van de Liffey (Connolly en Docklands) via St. Stephen's Green moeten verbinden met Heuston. Daarnaast moeten ook de bestaande lijnen dan anders worden ingericht en gebruikt zodat je een aantal compleet nieuwe routes krijgt.